# Kostel Narození svatého Jana Křtitele (Český Rudolec)
Kostel Narození svatého Jana Křtitele (také kostel svatého Jana Křtitele nebo kostel Narození Jana Křtitele) je farní kostel v římskokatolické farnosti Český Rudolec, nachází se v centru obce Český Rudolec. Kostel je původně gotická dvojlodní stavba s pětibokým závěrem a presbytářem s hranolovou věží s cibulovou bání. Kostel je chráněn jako kulturní památka České republiky.

## Historie
První písemná zmínka o kostele v Rudolci pochází z roku 1353. Kostel byl postaven ve 14. století, v roce 1480 bylo zaklenuto kněžiště síťovou klenbou, obě kostelní lodě byly také zaklenuty a upraveny. Na místě současného kostela stál starší kostel z druhé poloviny 13. století. V kostele byl v roce 1499 pohřben majitel panství Václav z Radče, později i další majitelé panství. Kostel byl upraven i v době baroka a naposledy v roce 1856 byla přistavěna předsíň na jižní straně kostela. V 18. a 19. století byl kostel vybaven novým inventářem.

### Epitaf rodiny Jana Hodějovského z Hodějova
Od roku 2019 je v kostele odkrýván epitaf rodiny Jana Hodějovského z Hodějova z roku 1582, na kterém se pod nánosy nátěrů dochovala polychromie.